# Crassigyrinus
Crassigyrinus (від лат. crassus, «товстий» і гр.: γυρίνος, гр.: gyrínos, «пуголовок») — вимерлий рід хижих стеблових чотириногоподібних з ранньокам'яновугільної групи Клакманнан у Шотландії та, можливо, Грір, Західна Вірджинія.

## Відкриття
Типовий зразок був спочатку описаний як Macromerium scoticum і не мав повного черепа. Завдяки подальшим відкриттям Crassigyrinus тепер відомий за трьома черепами, один з яких з'єднується з досить повним скелетом, і двома неповними нижніми щелепами. Crassigyrinus виростав до 2 метрів у довжину, разом із крихітними кінцівками та надзвичайно великими щелепами. Crassigyrinus таксономічно загадковий, десятиліттями збивав палеонтологів з пантелику своїми очевидними рибоподібними та чотириногими рисами.

## Морфологічний опис

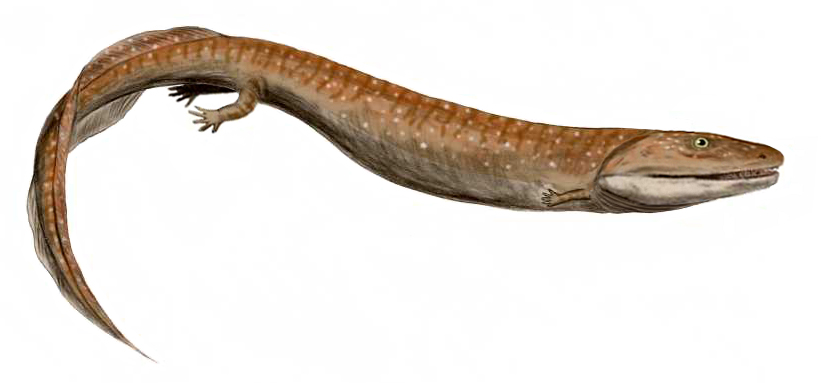
Художня реконструкція

Crassigyrinus мав обтічне тіло довжиною до 2 метрів. Його кінцівки були крихітними і практично марними, що означає, що тварина була майже повністю водною. Crassigyrinus мав надзвичайно великі щелепи, забезпечені двома рядами гострих зубів, другий ряд мав пару піднебінних іклів. Дослідження показали, що Crassigyrinus, можливо, міг відкривати рот на 60 градусів, що свідчить про те, що він був потужним хижаком із сильним укусом.
Кілька потовщених кісткових хребтів проходили вздовж спинної середньої лінії морди та між очима, і кілька палеонтологів припустили, що вони допомагали черепу протистояти стресу, коли тварина кусала здобич. Crassigyrinus мав великі очі, що свідчить про те, що він або вів нічний спосіб життя, або жив у дуже каламутній воді. Він мав великі вушні (спіракулярні) виїмки, в яких, ймовірно, розташовувалося дихальце, а не барабанна перетинка.